# 아르스 안티쿠아

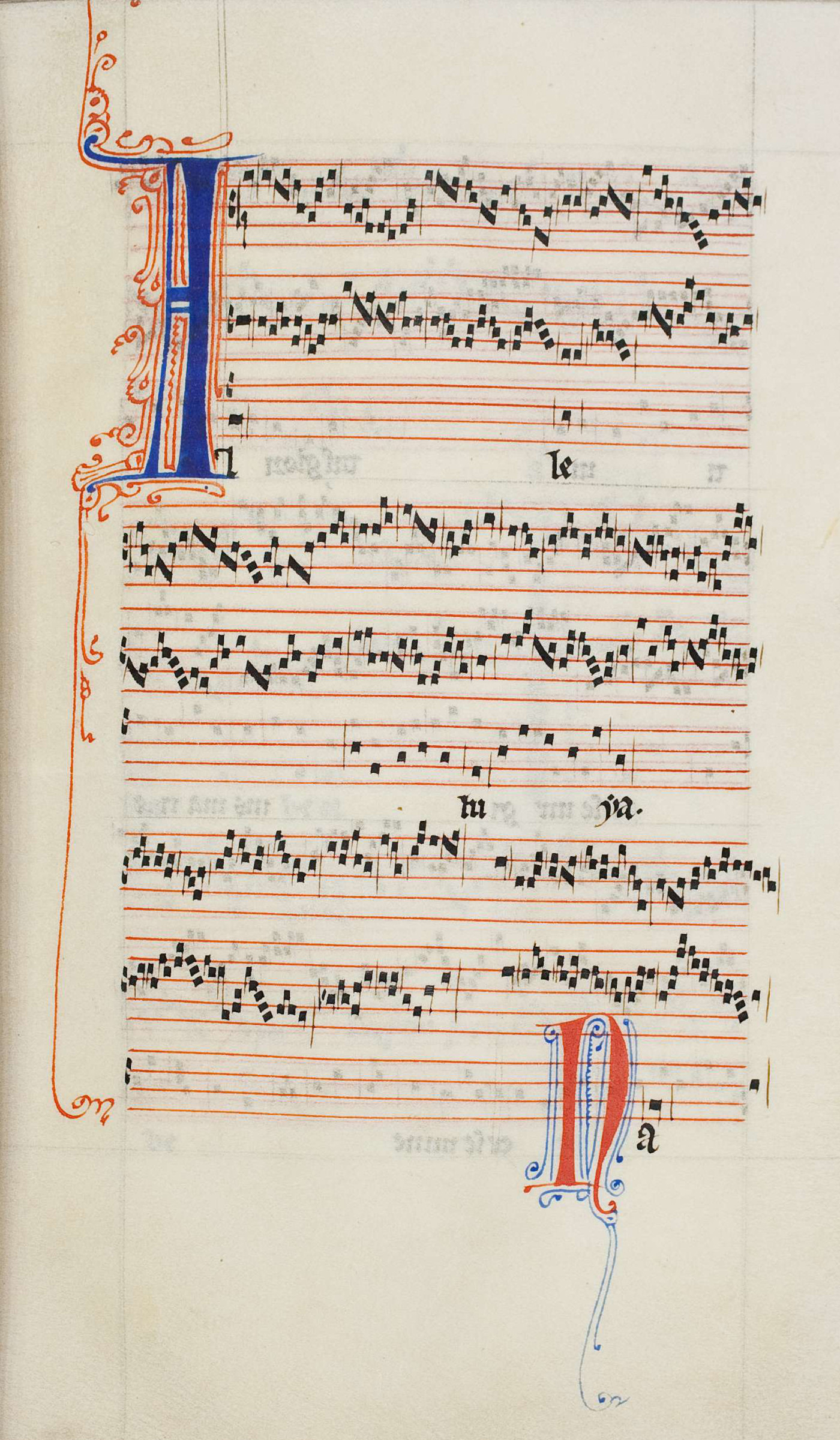
아르스 안티쿠아의 몇 안 되는 작곡가 중 한 명인 페로탱이 이 Alleluia nativitas를 작곡했다.

아르스 안티쿠아(Ars Antiqua)는 약 1170년에서 1310년 사이의 중세 전성기 동안 유럽의 중세 음악을 지칭하기 위해 현대 학자들이 사용하는 용어이다.
'낡은 예술'이란 뜻을 지닌 아르스 안티쿠아라는 말은 14세기의 이론가들이 자기들의 새로운 예술 아르스 노바(Ars Nova)에 대응시켜 13세기 말의 음악을 약간 모멸적으로 부른 것이다. 오늘날에 와서는 노트르담 악파를 중심으로 하는 13세기의 음악 전체를 가리키며, 초기의 복음악(複音樂)과 정량이론(定量理論), 정량기보법(定量記譜法)의 발달이 아르스 안티쿠아의 두 가지 큰 과제가 되었다.

## 같이 보기
- 서양 중세 음악